# Liste des maires du 6e arrondissement de Paris
Cet article liste les maires du 6e arrondissement de Paris depuis sa création en 1860.

## Liste
| Portrait                         | Portrait | Nom                                          | Mandat                             | Appartenance politique                               | Qualité                                     |
| -------------------------------- | -------- | -------------------------------------------- | ---------------------------------- | ---------------------------------------------------- | ------------------------------------------- |
|                                  |          | Léon Colin de la Verdière                    | 19 décembre 1859 – ?               |                                                      | Avocat                                      |
|                                  |          | Charles Gressier                             | 1861 – 1870                        |                                                      |                                             |
|                                  |          | Anne-Charles Hérisson                        | 6 septembre 1870 – 13 octobre 1870 | Républicain                                          | Avocat                                      |
|                                  |          | Jean-François Robinet                        | 1870 – 1870                        | Républicain radical                                  | Médecin, historien                          |
|                                  |          | Anne-Charles Hérisson                        | 5 septembre 1870 – 18 mars 1871,   | Républicain                                          | Avocat                                      |
| 23 ou 25 mai 1871 – 5 août 1871, |          | Anne-Charles Hérisson                        |                                    | Républicain                                          | Avocat                                      |
|                                  |          | Jean Baptiste Duranton                       | 1871 – 1873                        |                                                      |                                             |
|                                  |          | Louis-Esprit-Simon Rigaud, dit Esprit Rigaud | 1873 ou 1875 – 1879                |                                                      | Juriste                                     |
|                                  |          | Victor Borie                                 | 28 février 1879 – 6 juillet 1880   | Républicain                                          | Journaliste                                 |
|                                  |          | Henri Prevost                                | 1880 – 1885                        |                                                      | Avocat                                      |
|                                  |          | Jules de Vallat                              | 1885 – 1887                        |                                                      | Avocat                                      |
|                                  |          | Henry Defert                                 | 1887 – 1894                        |                                                      | Avocat                                      |
|                                  |          | Félix Herbet                                 | 1894 – 1917                        |                                                      | Avocat                                      |
|                                  |          | Louis Simon-Juquin                           | 1917 – 1934                        |                                                      | Avocat                                      |
|                                  |          | Jacques-Ernest Bulloz                        | 1936 – 1941                        |                                                      | Photographe                                 |
|                                  |          | Jean Carpentier                              | 1941 – 1944                        |                                                      | Ingénieur                                   |
|                                  |          | Georges Mallet                               | septembre 1944 – 1946              |                                                      | Maire honoraire (1946-?)                    |
|                                  |          | Victor Faure                                 | 20 février 1946 – 1966             |                                                      |                                             |
|                                  |          | Édouard Delavenne                            | 27 septembre 1966 – 1970           |                                                      | Médecin Médecin militaire                   |
|                                  |          | Pierre Récamier                              | octobre 1970 – 1977                | RPR                                                  | Militaire                                   |
|                                  |          | Pierre Viennot (officier municipal délégué)  | 1977 – 1981                        |                                                      |                                             |
|                                  |          | Jean Hornac (officier municipal délégué)     | 1981 – 1983                        |                                                      |                                             |
|                                  |          | Pierre Bas                                   | 13 mars 1983 – mars 1989           | RPR (1976-1986) SE (1986-1989)                       | Député (1962-1986)                          |
|                                  |          | François Collet                              | mars 1989 – 27 septembre 1994      | RPR                                                  | Sénateur (1980-1986)                        |
|                                  |          | Jean-Pierre Lecoq                            | depuis le 10 octobre 1994          | RPR (jusqu'en 2002) UMP (2002-2015) LR (depuis 2015) | Financier Conseiller régional (depuis 2015) |